# Aracana aurita
Aracana aurita es una especie de peces de la familia Aracanidae en el orden de los Tetraodontiformes.

## Morfología
Los machos pueden llegar alcanzar los 20 cm de longitud total.

## Hábitat
Es un pez de mar y de clima templado que vive entre 10-200 m de profundidad.

## Distribución geográfica
Se encuentra al sur de Australia: desde el sur de Australia Occidental hasta Nueva Gales del Sur y Tasmania.

## Observaciones
Es inofensivo para los humanos.